# Lembrando de Você
Lembrando de Você é um álbum do músico brasileiro Dominguinhos, lançado em 2001 com o selo Caravelas.

## O Álbum
Este álbum conta com arranjos de Heraldo do Monte e Dominguinhos, que também gravaram, respectivamente, guitarra e acordeon. O álbum conta ainda com Dió de Araújo na zabumba e Zezum e Fúba de Taperoá nas percussões. A filha de Dominguinhos, Liv Moraes, canta junto com seu pai na faixa “Desenho”.

### Recepção
Em 2002, o álbum foi indicado ao Grammy Latino, na categoria Melhor Álbum de Música Regional ou de Raízes Brasileiras.

### Faixas
01. Pois é (João Sereno – André Santana)

02. Lembrando de você (Dominguinhos – W. Macedo)

03. O vendedor de caranguejo (Gordurinha)

04. Carinho gostoso (Dominguinhos – Nando Cordel)

05. Peba na pimenta (José Batista – João do Vale – Adelino Rivera)

06. Ponto fraco (Dominguinhos – Nando Cordel)

07. Quem me levará sou eu (Manduka – Dominguinhos)

08. Caminhos do mar (Dorival Caymmi – Dudu Falcão – Danilo)

09. Meu amor quem dera (João Sereno – Targino Gondim – Manuca Almeida)

10. Maceió (Lourival Passos)

11. Luz de candeeiro (Dominguinhos – Climério)

12. Represa do querer (Feliz Porfirio – Noel Tavares)

13. Desenho (João Sereno – Tim)

14. Oswaldiano (Dominguinhos)